# Do Gyeong-dong
Det här är en artikel om en person med koreanskt personnamn; Do är familjenamnet.
Do Gyeong-dong (koreanska: 도경동), född 19 augusti 1999, är en sydkoreansk fäktare som tävlar i sabel.

## Karriär
Do Gyeong-dong tog guld i herrarnas lagtävling i sabel i samband med de olympiska fäktningstävlingarna 2024.